# 無間煉獄
《無間煉獄》（英語：Gehenna: Where Death Lives）是一部2016年的美國驚悚恐怖片。

## 劇情
寶琳娜一行人飛往景色優美的塞班島，為公司探勘準備興建度假飯店的地點。在艾倫和派皮的帶領之下，眾人來到度假飯店的預定地，但該地卻是原住民查莫洛人的聖地，眾人遭到當地人恐嚇如果擅闖就會遭到詛咒，但眾人不相信，當眾人繼續對飯店的預定地展開探勘行動時，卻發現此處暗藏了一座二戰時期的日軍碉堡。在寶琳娜的提議之下，他們大膽走入洞穴調查，卻被困在其中，無法逃脫，眼見深藏於眾人心中的黑暗秘密，一一在面前浮現，恐懼逐漸吞噬眾人的心靈與身軀，然而最慘的是，這座碉堡似乎受到當地原住民先祖的詛咒，以至於眾人如同深陷煉獄般無法逃脫。

## 演員
| 演員                | 角色                                     | 簡介                                                                                  |
| 道格·瓊斯           | 令人毛骨悚然的老人/老艾倫 Creepy Old Man | 被困在碉堡裡70年的艾倫。                                                              |
| 藍斯·漢里克森       | 摩根 Morgan                              | 寶琳娜的公司主管。                                                                    |
| 帕特里克·戈爾曼     |                                          |                                                                                       |
| 西門·菲利浦斯       | 艾倫 Alan                                | 前往探勘渡假飯店預定地的一行人之一。                                                  |
| 西恩·斯普林         | 派皮 Pepe                                | 自認是現代人的塞班島原住民查莫洛人，受僱於艾倫。 前往探勘渡假飯店預定地的一行人之一。 |
| 凱瑟琳·泰勒         |                                          |                                                                                       |
| 賈斯汀·戈登         | 泰勒 Tyler                               | 前往探勘渡假飯店預定地的一行人之一。                                                  |
| 伊娃·斯萬           | 寶琳娜 Paulina                           | 前往探勘渡假飯店預定地的一行人之一，兒子不幸死亡，成為心中陰影。                      |
| 馬修·艾華·赫斯特羅  | 戴夫 Dave                                | 前往探勘渡假飯店預定地的一行人之一，負責攝影，姊姊不幸死亡，成為心中陰影。            |
| David Lansky        | 傑克 Jack                                | 寶琳娜的兒子，不幸意外死亡。                                                          |
| Maxie Santillan Jr. | 老當地人 Old Native                      | 塞班島原住民                                                                          |
| Charles Chudabala   | 當地人 Villager                          | 塞班島原住民                                                                          |
| Daniel Joo          | 當地人 Villager                          | 塞班島原住民                                                                          |
| Jdarren Santos      | 當地人 Villager                          | 塞班島原住民                                                                          |
| Eric Shen-Feng Lin  | 當地人 Villager                          | 塞班島原住民                                                                          |
| Keven Khoi Le       | 當地人 Villager                          | 塞班島原住民                                                                          |
| Nori Uchida         | 日本士兵1 Japenese Soldier 1             | 二戰時受困於機槍碉堡的日本士兵。                                                      |
| Yasunari Akita      | 日本士兵2 Japenese Soldier 2             | 二戰時受困於機槍碉堡的日本士兵。                                                      |
| Keisuke Akizawa     | 日本士兵3 Japenese Soldier 3             | 二戰時受困於機槍碉堡的日本士兵。                                                      |
|                     |                                          |                                                                                       |

## 外部連結
- 互联网电影数据库（IMDb）上《無間煉獄》的资料（英文）
- 爛番茄上《無間煉獄》的資料（英文）